# Xinyang
För andra betydelser, se Xinyang (olika betydelser).
Xinyang, tidigare känd som Sinyang, är en stad på prefekturnivå i Henan-provinsen i Folkrepubliken Kina som är belägen vid Huaifloden norr om Hubei-provinsen. Den ligger omkring 320 kilometer söder  om provinshuvudstaden Zhengzhou. Staden är en viktig knutpunkt för järnvägstrafiken mellan Peking och Guangzhou och har en betydande livsmedelsindustri.

## Förhistoria
I stadsdistriktet Pingqiao ligger socknen Changtaiguan (长台关乡), som är av stor betydelse för arkeologin, på grund av utgrävningarna på fyndplatsen Changtaiguan Chumu (长台关楚简, "Chugravarna vid Changtaiguan"). 2006 ändrades namnet på socknen Changtaiguan till Changtai (长台乡).
Utgrävningarna skedde mellan 1957 och 1958, och i Chu-gravarna fanns bland annat bambutexter, lackvaror och musikinstrument. Man fann också två gravar från De stridande staternas tid. De konfucianska texterna från grav 1 väckte särskilt intresse.

## Modern historia
Under det Stora språnget 1958-1962 drabbades Xinyang särskilt svårt av den hungersnöd som började våren 1959. Hösten 1960 inledde partisekreteraren Liu Xianwen en kampanj för att tvinga prefekturens bönder att lämna ifrån sig spannmålskvoter som beräknats utifrån uppblåsta produktionssiffror. De lokala myndigheterna bestraffade fysiskt bönder som vägrade lämna in spannmål enligt kvoterna.

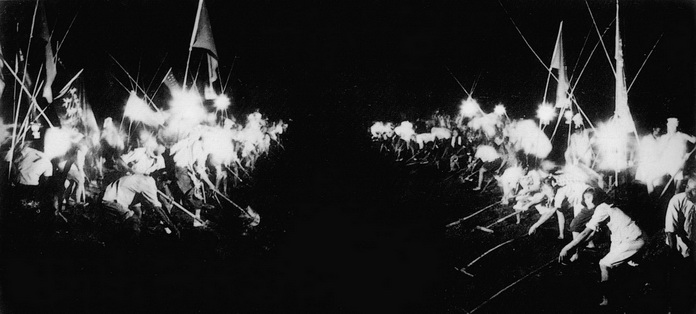
Bönder i Xinyang arbetande under nattskiftet, 1959.

Enligt interna kinesiska rapporter ledde denna kampanj till att över en miljon människor avled 1960, varav 37 000 omkom som ett direkt resultat av fysisk misshandel. Svälten i Xinyang upphörde först efter det att enheter från Folkets befrielsearmé tagit över prefekturen, öppnat myndigheternas spannmålsmagasin och arresterat den lokala partiledningen. Händelserna i prefekturen blev sedermera kända som "Xinyang-incidenten".

## Administrativ indelning
Själva staden Xinyang består av två stadsdistrikt. Den omkringliggande landsbygden indelas i åtta härad:
- Stadsdistriktet Shihe (浉河区), 1 783 km², 610 000 invånare;
- Stadsdistriktet Pingqiao (平桥区), 1 889 km², 770 000 invånare;
- Häradet Xi (息县), 1 836 km², 920 000 invånare
- Häradet Huaibin (淮滨县), 1 192 km², 660 000 invånare
- Häradet Huangchuan (潢川县), 1 638 km², 790 000 invånare;
- Häradet Guangshan (光山县), 1 829 km², 790 000 invånare;
- Häradet Gushi (固始县), 2 916 km², 1,56 miljoner invånare;
- Häradet Shangcheng (商城县), 2 117 km², 710 000 invånare;
- Häradet Luoshan (罗山县), 2 065 km², 720 000 invånare;
- Häradet Xin (新县), 1 554 km², 340 000 invånare.

## Sevärdheter
I prefekturens södra del, på gränsen till Hubei-provinsen, finns Jigongshan, en gammal kurort där västerländska missionärer, affärsmän och kommunistiska partikadrer flytt hettan.

## Kända personer
- Han Suyin, kinesisk-belgisk författarinna;
- Hwang Tsu-Yü, svensk-kinesisk författare, översättare och matematiker.

## Vänorter
- Niimi, Okayama (sedan 16 april 1992)
- Ashkelon, Israel (sedan 28 juni 1995)

## Klimat
Genomsnittlig årsnederbörd är 1 148 millimeter. Den regnigaste månaden är augusti, med i genomsnitt 198 mm nederbörd, och den torraste är december, med 15 mm nederbörd.